# Hiroaki Satō
Hiroaki Satō (佐藤 弘明?, Satō Hiroaki; Prefettura di Hyōgo, 5 febbraio 1932 – 1º gennaio 1988) è stato un calciatore giapponese, di ruolo centrocampista.